# Monte Pilatus
El monte Pilatus (en alemán Pilatus Berg) es un macizo montañoso de los Prealpes suizos, cerca de la ciudad de Lucerna. Es la máxima altura de los Prealpes de Lucerna. El macizo afecta a los cantones de Lucerna, Nidwalden y Obwalden. Su cima más elevada, el Pilatus Kulm, alcanza los 2.132 m s. n. m. Generalmente esta cima viene indicada con el nombre de Pilatus y marca el límite entre los cantones de Nidwalden y Obwalden.
El Pilatus constituye una de las mayores atracciones turísticas de la ciudad de Lucerna, con su tren de cremallera (desde Alpnach), el más empinado del mundo, con una pendiente máxima cercana al 48%. La cima también es accesible en teleférico (desde la localidad de Kriens), que ofrece un panorama excepcional del lago de los Cuatro Cantones. Existen además varias rutas de senderismo (que incluyen tramos de alta dificultad y que no son practicables durante la época de nieves) que permiten el ascenso hasta la cumbre.
La montaña era llamada Frakmünt (montaña partida). La leyenda local atribuye el nombre del monte a Poncio Pilato, del cual se dice que fue enterrado allí.

## Galería

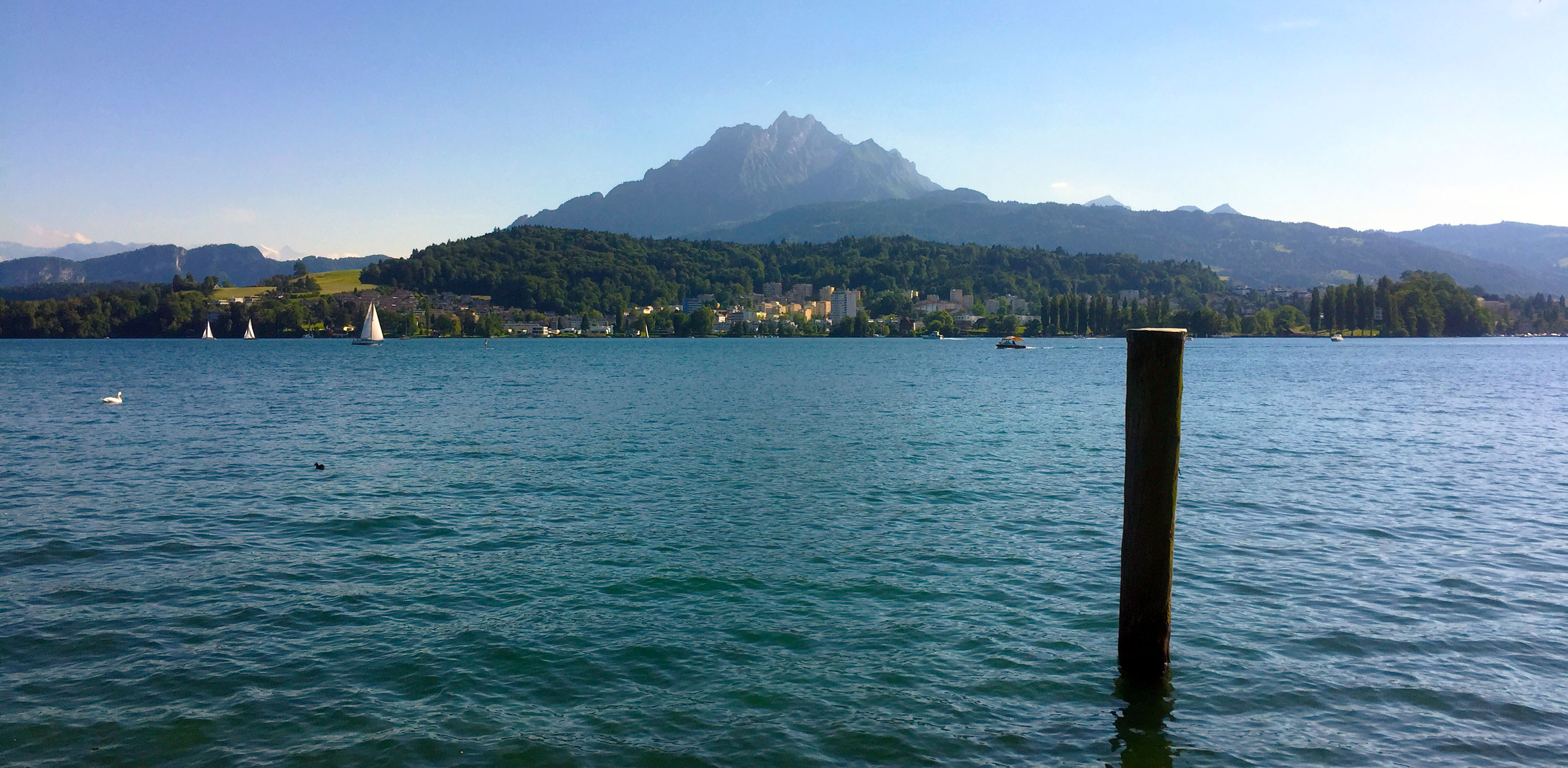
Monte Pilatus desde las orillas del Lago Lucerna
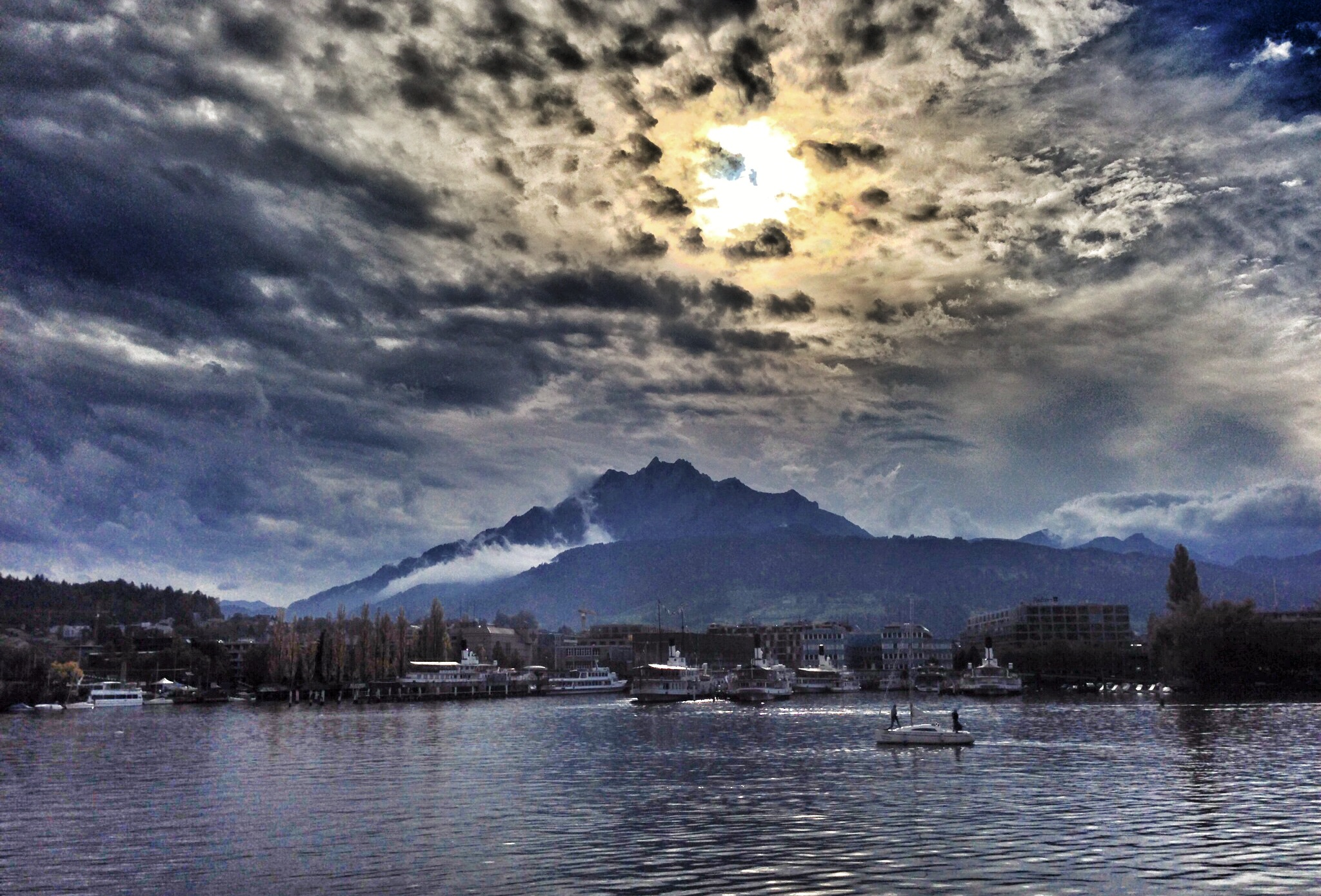
Monte Pilatus y Lucerna
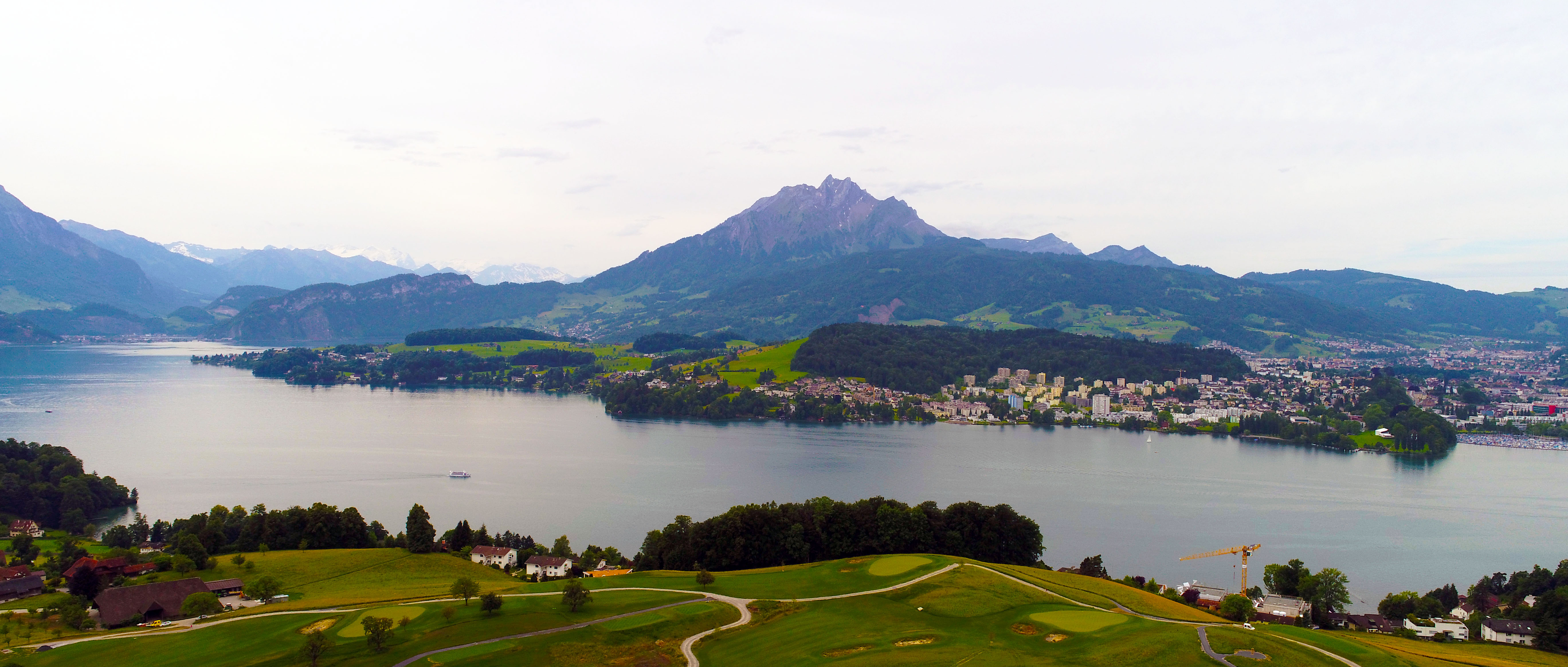
Monte Pilatus y el Lago Lucerna
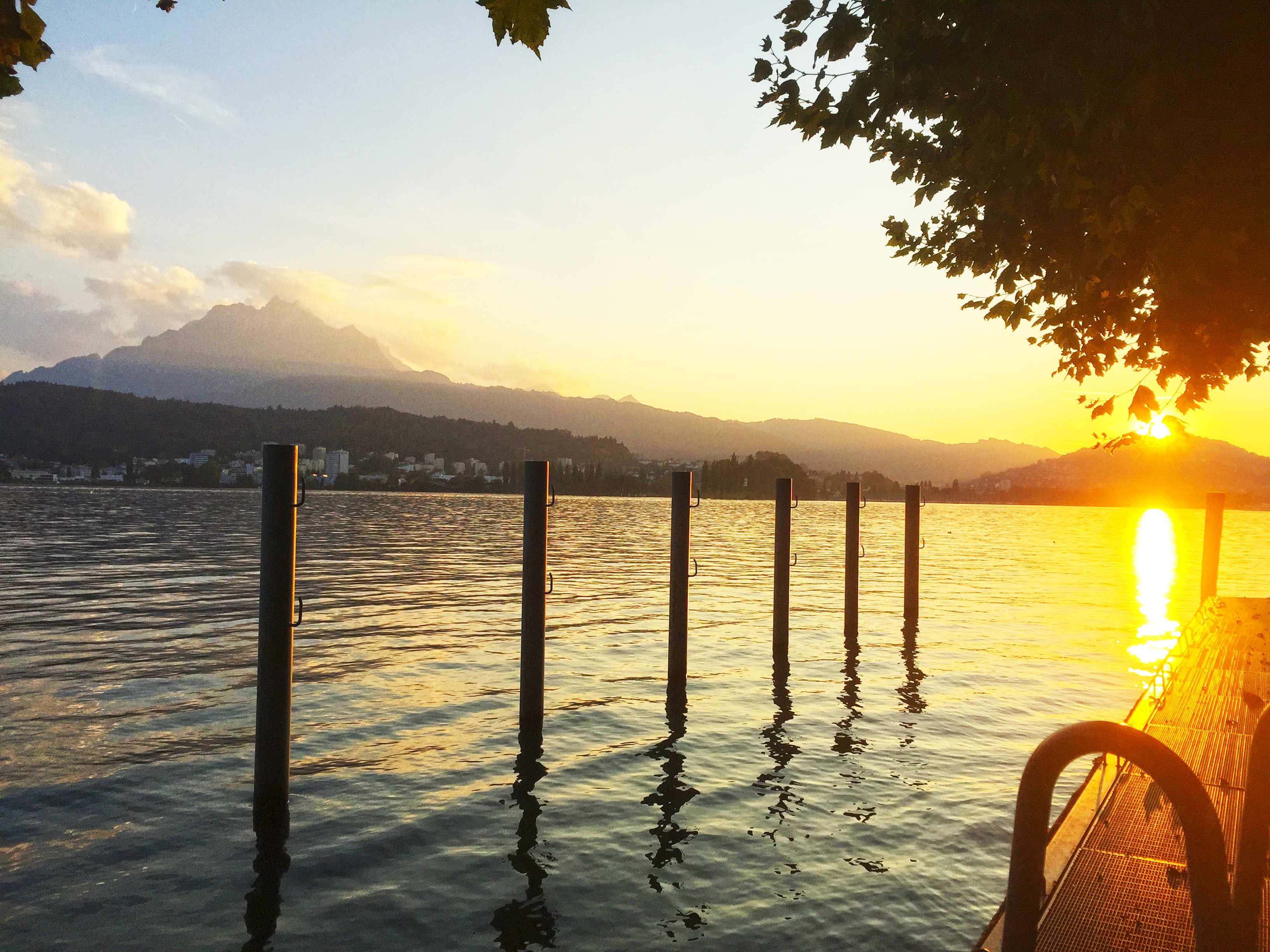
Vista de atardecer desde Seeburg con el monte Pilatus
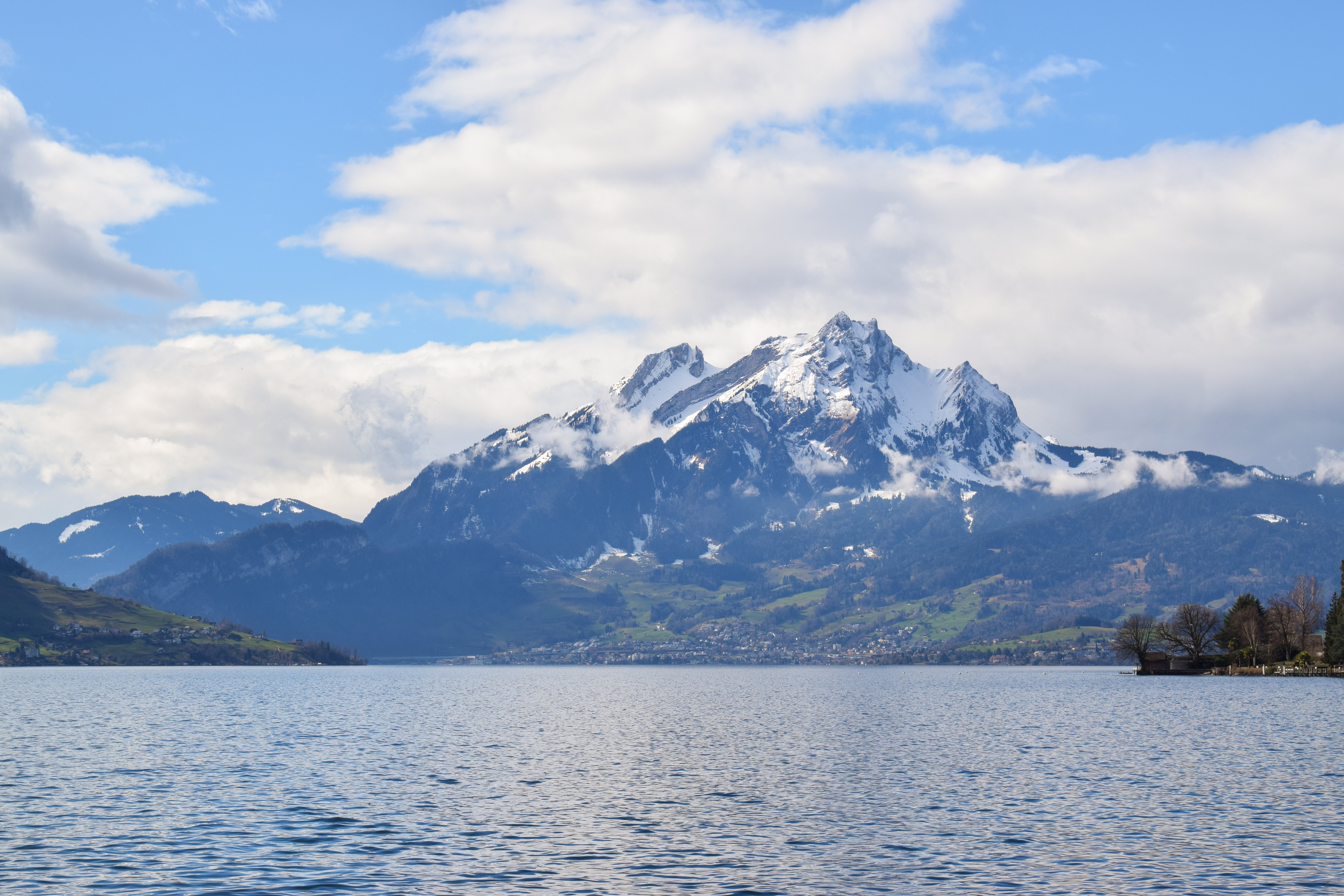